# Rakacaszend
Rakacaszend község Borsod-Abaúj-Zemplén vármegyében, az Edelényi járásban.

## Fekvése
Szendrőtől 18 kilométerre keletre, a megyeszékhely Miskolctól 56 kilométerre északra fekszik. A környező települések: észak felől Debréte, kelet felől Rakaca (6 km), délkelet felől Irota, dél felől Abod, délnyugat felől Galvács, nyugat felől Meszes (6 km), északnyugat felől pedig Tornabarakony. A legközelebbi város Szendrő.

### Megközelítése
Csak közúton érhető el, Meszes vagy Rakaca érintésével, a 2613-as úton. Az ország távolabbi részei felől a legegyszerűbben a 27-es főútról közelíthető meg, szalonnai letéréssel.

## Nevének eredete
Régi neve Szend volt, amely először Zenth alakban fordult elő (1274-ben). Erről sokáig azt gondolták, hogy szentet jelenthetett; jelenleg úgy vélik, hogy az ősi magyar Zem személynévből származhat (az pedig a „szem” főnévből). A Rakaca- előtagot a rajta átfolyó patakról kapta.

## Története
A 13. században már falu volt, de egyházáról csak a 14. század elejéről van híradás. Középkori tulajdonosa a falu nevét felvevő Szendi család volt. 1264-ben IV. Béla és fia, István ifjabb király háborúskodása idején Tekus ispán Bács nevű fivére, aki valószínűleg tornai ispánként Szádvár kapitánya volt, megnyitotta a vár kapuit a király serege előtt. Ezért a vidék visszafoglalása után István a „hűtlen árulónak” minősített Bácsot és testvéreit megfosztotta vagyonuktól (Dénes, 1983). E birtokokat, köztük Szendet is 1273-ban IV. László király már Tekus fiainak adta vissza (Györffy, 1963).
1300-as évek elején Szádvár Aba Amádé kezére jutott és a király csak 1312-ben tudta elvenni tőle. Nem tudni, hogy ez idő tájt kié volt a falu; mindenesetre egy 1335. évi oklevél már a Kovácsiban is
birtokos Kovácsiakat (egy bizonyos Chydboy fiait) említi Rakacaszend új uraiként (HOTE).
Az 1332–1335 közötti évekből fennmaradt pápai tizedjegyzékek szerint Szend papja nemcsak az országos, de a vármegyei átlagnál is kevesebbet, évi 7 ¾ garast fizetett.
A Buda elfoglalása utáni harcokban a törökök elfoglalták és elpusztították. A 16-17. század fordulóján újra benépesült falunak számos tulajdonosa volt, közöttük a Lorántffyak, Rákócziak.

## Közélete

### Polgármesterei
- 1990–1994: Theisz Géza (független)[5]
- 1994–1998: Theisz Géza (független)[6]
- 1998–2002: Theisz Géza (független)[7]
- 2002–2006: Lukács Attiláné (független)[8]
- 2006–2010: Lukács Attiláné (független)[9]
- 2010–2014: Lukács Attiláné (független)[10]
- 2014–2019: Lukács Attiláné (független)[11]
- 2019–2024: Váradi István (független)[12]
- 2024– : Váradi István (független)[1]

## Népesség
A település népességének változása:
| Lakosok száma | 375  | 361  | 356  | 261  | 253  | 252  | 238  |
|               | 2013 | 2014 | 2015 | 2021 | 2022 | 2023 | 2024 |

2001-ben a település lakosságának 75%-a magyar, míg a 25%-a cigány nemzetiségűnek vallotta magát.
A 2011-es népszámlálás során a lakosok 99,5%-a magyarnak, 57,7%-a pedig cigánynak vallotta magát (0,5% nem nyilatkozott; a kettős identitások miatt a végösszeg nagyobb lehet 100%-nál). A vallási megoszlás a következő volt: római katolikus 31,3%, református 11%, görögkatolikus 56,9% (0,8% nem válaszolt).
2022-ben a lakosság 92,9%-a vallotta magát magyarnak, 39,9%-a cigánynak, 0,8%-a szlováknak, 0,8% egyéb, nem hazai nemzetiségűnek (7,1% nem nyilatkozott; a kettős identitások miatt a végösszeg nagyobb lehet 100%-nál). Vallásuk szerint 18,2% volt római katolikus, 5,5% református, 57,7% görögkatolikus, 4,3% felekezeten kívüli (13,8% nem válaszolt).

## Látnivalók
- A község déli részén egy kis emelkedőn álló román kori ikertemplomot az 1970-es években tárták fel és állították helyre. A jelenlegi református templom két szakaszban épült: a 12. században egy kis téglatemplom, amelynek déli oldalfalához a 13. században egy valamivel nagyobb, kőből falazott templomot építettek hozzá. Ilyen kettős templommal Szentpéter-Dörgicsén találkozhatunk, romos állapotban. A 12. századi épületrészt 1820-ban elbontották; déli falának maradványai a ma is álló későbbi épületrész északi falában láthatók. Toldaléka 1820-ból származik. A szentélyben és a diadalívben középkori, valószínűleg 15. századi festménytöredékek láthatók. Deszkából alakított festett famennyezete 1657-ben készült, díszítményeinek kompozíciója különösen értékes. Berendezései közül a legértékesebb a 17. századi Mózes-szék és az 1824-ben készült faragott családi padok.
- A magas dombra épült görögkatolikus templomot a 2000-es években teljesen felújították.[16]
- A településen áthalad az Országos Kéktúra.